# Vipère de la mort
Acanthophis antarcticus
Espèce
Synonymes
- Boa antarctica Shaw, 1802
- Acanthophis cerastinus Daudin, 1803
- Acanthophis brownii Leach, 1814
- Ophryas acanthophis Merrem, 1820
- Vipera acanthophis Schlegel, 1837
- Vipera sorda Salvado, 1851
- Acanthophis schistos Wells & Wellington, 1985
- Acanthophis antarcticus cliffrosswellingtoni Hoser, 2002

Statut de conservation UICN

 LC  : Préoccupation mineure
Acanthophis antarcticus, la Vipère de la mort, est une espèce de serpents de la famille des Elapidae.

## Répartition

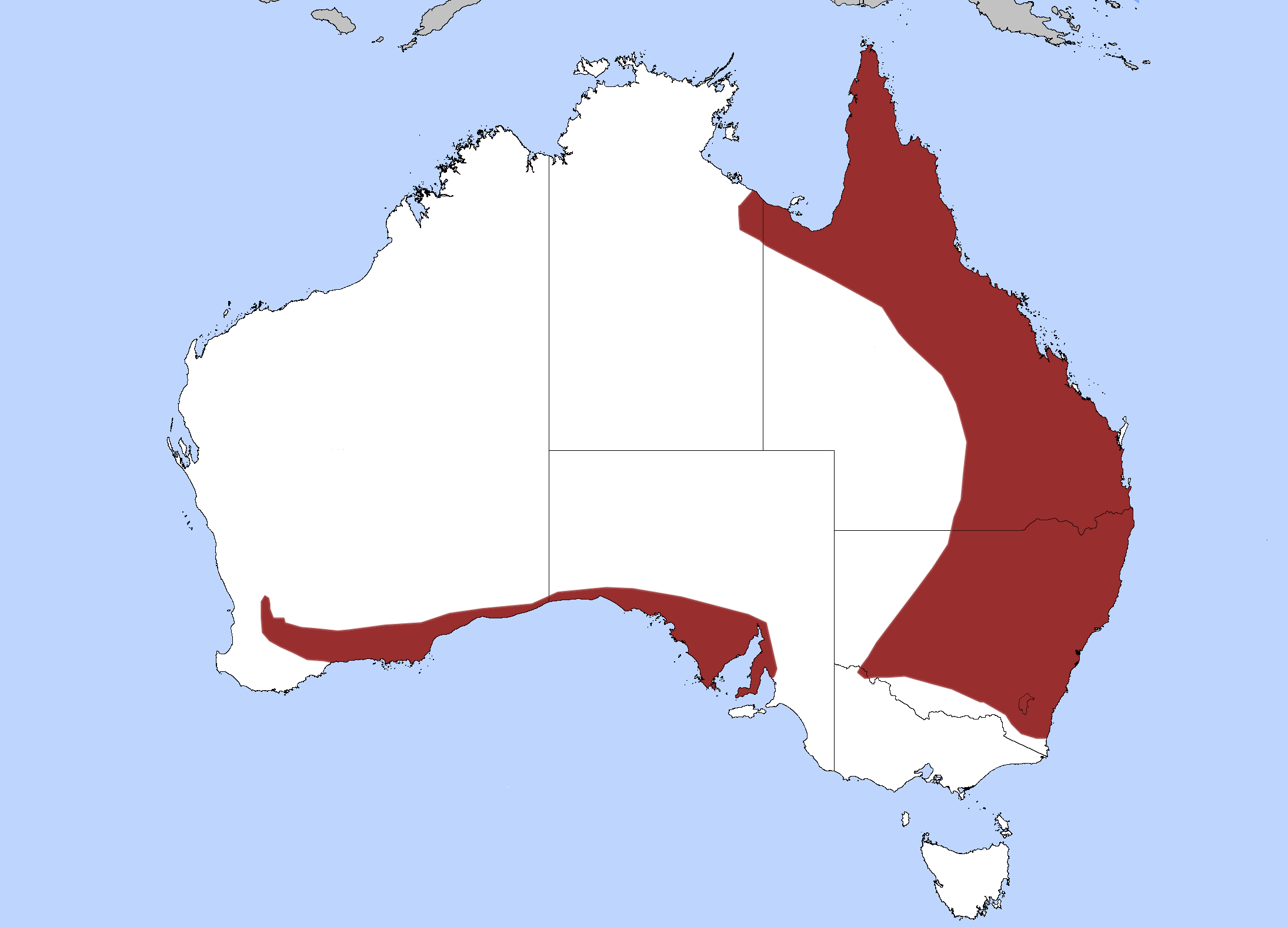
Distribution en Australie (Nouvelle-Guinée non représentée).

Cette espèce se rencontre en Australie et en Papouasie-Nouvelle-Guinée.

## Description

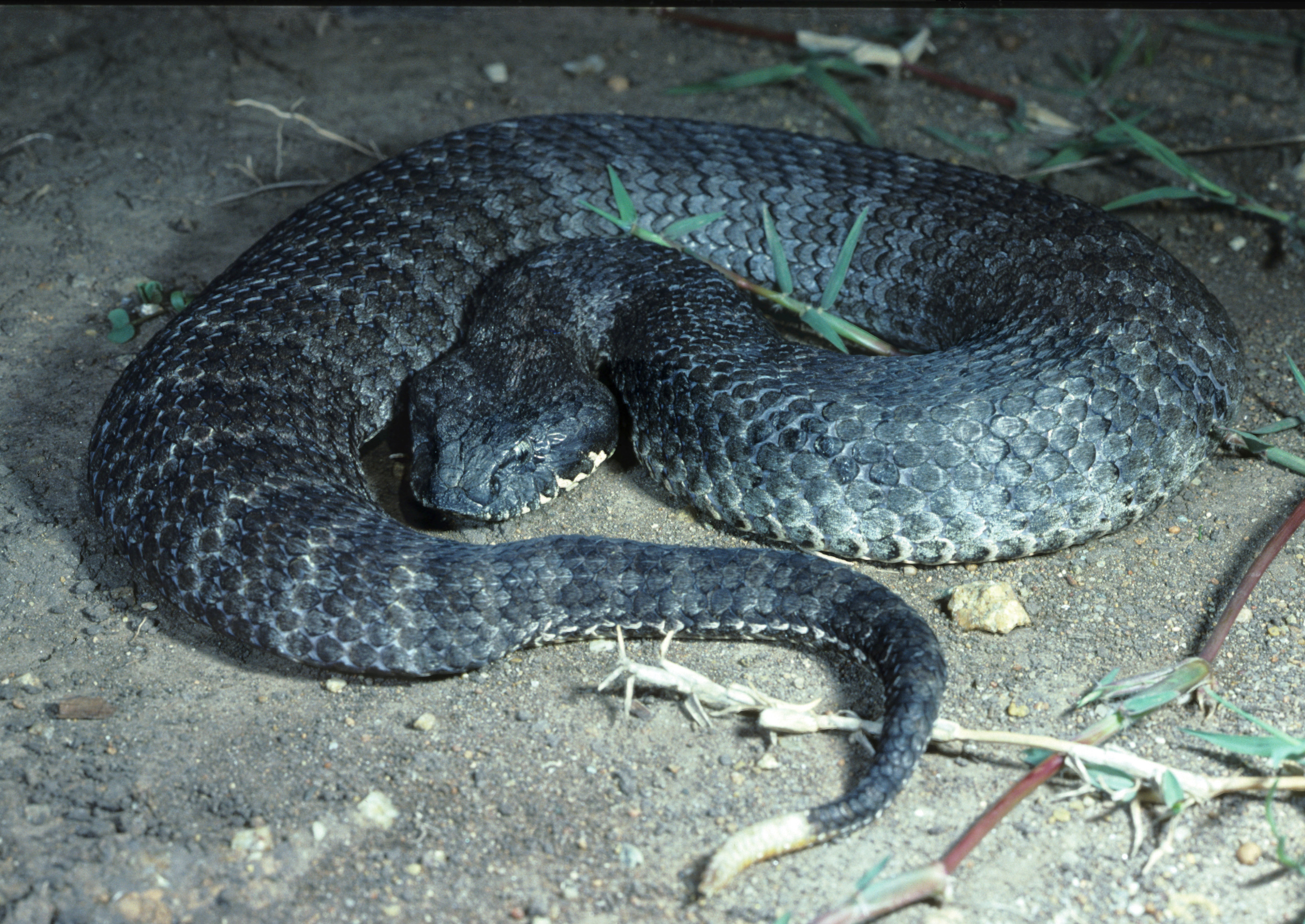
Vipère de la mort (Acanthophis antarcticus).

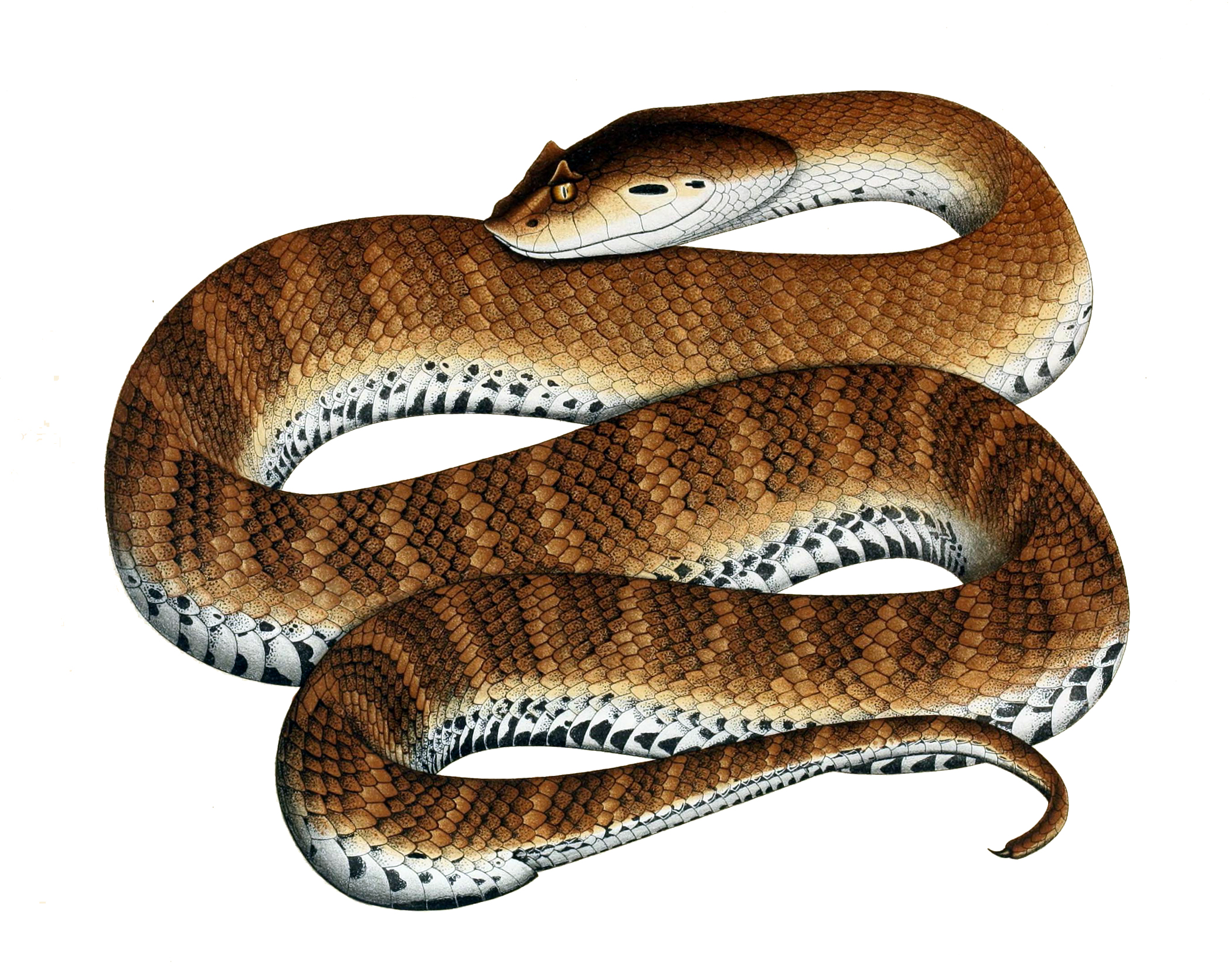
Planche zoologique.

Bien que ressemblant à une vipère avec son corps trapu et sa tête massive, ce n'en est pas du tout une : ce serpent appartient en fait à la famille des Elapidae, qui inclut les cobras, mambas, bongares, najas, serpents de mer et serpents corail.
Il est considéré comme l’un des reptiles les plus venimeux au monde. C'est probablement sa ressemblance partielle avec certaines vipères et son fort venin mortel qui sont à l'origine de son nom.
Ce serpent reste caché sous des feuillages en décomposition pendant la journée et au crépuscule, il sort pour chasser des lézards, des rongeurs et des oiseaux. Il se sert de l’extrémité de sa queue comme d'un leurre en l'ondulant lentement pour attirer ses proies.
C'est un serpent vivipare.

## Liste des sous-espèces
Selon The Reptile Database (22 janvier 2014) :
- Acanthophis antarcticus antarcticus (Shaw, 1802)
- Acanthophis antarcticus schistos Wells & Wellington, 1985

## Taxinomie
Deux sous-espèces ont été élevées au rang d'espèce :
- Acanthophis antarcticus laevis Macleay, 1878 sous le nom de Acanthophis laevis
- Acanthophis antarcticus rugosus Loveridge, 1948 sous le nom de Acanthophis rugosus

## Publications originales
- Shaw & Nodder, 1802 : The naturalists' miscellany : or Coloured figures of natural objects; drawn and described immediately from nature. vol. 13 (texte intégral).
- Wells & Wellington, 1985 : A classification of the Amphibia and Reptilia of Australia. Australian Journal of Herpetology, Supplemental Series, vol. 1, p. 1-61 (texte intégral).